# Clark Fork (afluent del Petite Saline Creek)
Clark Fork, també Clarks Fork Creek, és un rierol al comtat de Cooper a l'estat de Missouri dels Estats Units. És un afluent de Petite Saline Creek. Clark Fork deu el seu nom a un colon pioner.
L'aiguaneix del rierol neix a 38° 47′ 06″ N, 92° 43′ 39″ O / 38.78500°N,92.72750°O a una elevació d'uns 877 peus al sud de la ruta J de Missouri i 3,5 milles a l'est de Bunceton. El rierol davalla cap al nord-est i el nord passant per la ruta 87 de Missouri a una milla al nord-oest de la comunitat de Clarks Fork. La seva confluència amb el Petite Saline Creek és a 38° 55′ 21″ N, 92° 40′ 07″ O / 38.92250°N,92.66861°O.